# Михайловка (Бурынский район)
Михайловка (укр. Михайлівка) — село,
Михайловский сельский совет,
Бурынский район,
Сумская область,
Украина.
Код КОАТУУ — 5920984601. Население по переписи 2001 года составляло 1287 человек.
Является административным центром Михайловского сельского совета, в который, кроме того, входят сёла
Бондари,
Новая Александровка и
Темное.

## Географическое положение
Село Михайловка находится на берегу реки Чаша, недалеко от её истоков,
ниже по течению на расстоянии в 1,5 км расположен город Бурынь.
На расстоянии до 1,5 км расположены сёла Бондари, Викториновка, Темное и Новая Александровка.
Река в этом месте пересыхает, на ней и её притоках сделано несколько запруд.

## Происхождение названия
```
Ранее село также называлось Безсаловкой (2).
```

## История
- Село основано во второй половине XVII века.
- В РГИА в фонде 1364, опись 13,  хранится дело 2184 "О восстановлении П.В. Гавриловой в праве владения двумя десятинами земли при селе Михайловке Путивльского уезда Курской губернии, нарушенного Я. Ивановым". Название фонда: ГАРЖДАНСКИЙ КАССАЦИОННЫЙ ДЕПАРТАМЕНТ СЕНАТА. Раздел описи: 1917 г.   Крайние даты: 11 сентября 1917 г.

## Объекты социальной сферы
- Детский сад.
- Школа І-II ст.